# ژان کریستف ورجروله
ژان کریستف ورجروله (انگلیسی: Jean-Christophe Vergerolle؛ زادهٔ ۱۲ ژوئیهٔ ۱۹۸۵) بازیکن فوتبال اهل فرانسه است که در پست مدافع بازی می‌کند.
از باشگاه‌هایی که در آن بازی کرده‌است می‌توان به باشگاه فوتبال رویال شارلوا، باشگاه فوتبال گنگام، باشگاه فوتبال استراسبورگ، و باشگاه فوتبال لو مان اشاره کرد.